# Харківська наукова медична бібліотека
КЗОЗ Ха́рківська науко́ва меди́чна бібліоте́ка, заснована в 1861 році при Харківському медичному товаристві, згодом у віданні Міністерства охорони здоров'я УРСР; статус «наукова» в назві має з 1948. За другої світової війни частково була знищена, згодом книжковий фонд поновлено, 1980 року він сягав 1 млн назв, у тому числі близько 40 % закордонної літератури. Бібліотека обслуговує медичних працівників також з-поза Харкова.

## Історія
У 1861 році створена медична бібліотека в Харкові при Харківському медичому товаристві (ХМТ), яке було засновано з ініціативи професорів Харківського університету, таких як Грубе Вільгельм Федорович, Франковський Владислав Андрійович та Риндовський Григорій Семенович, і харківської прогресивної медичної інтелігенції.

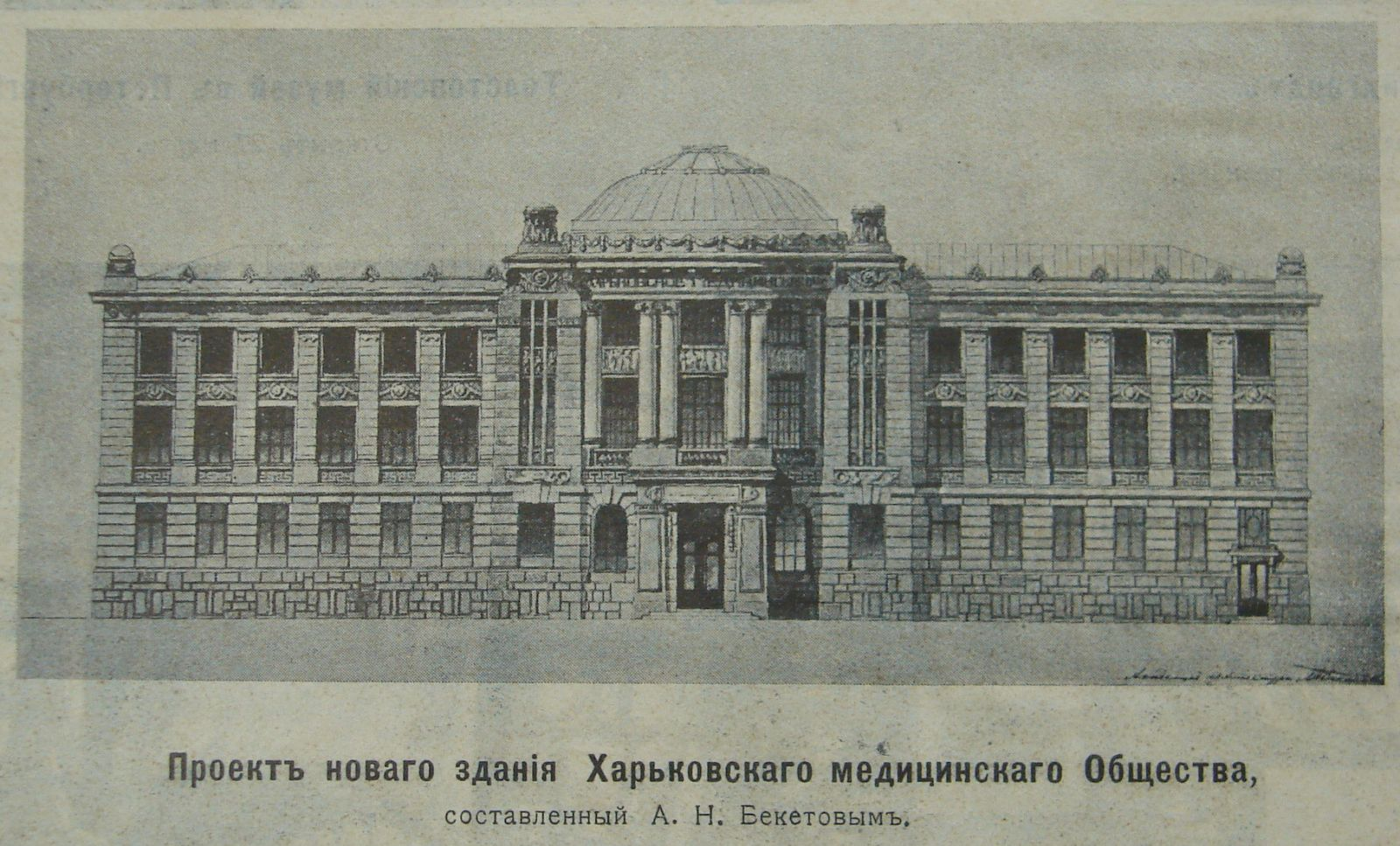
проєкт будівлі Харьковского медичного товариства в якій розміщувалась ХМБ

У 1913 році медична бібліотека розташувалася в будівлі медичного товариства, яке було побудовано О. М. Бекетовим за громадські кошти, на вулиці Німецькій (тепер вул. Григорія Сковороди, 14). Для бібліотеки архітектором було передбачено приміщення з книгосховищем та читальним залом, дотепер в цьому сховищі знаходиться частина книжкового фонду Харківської наукової медичної бібліотеки.
У 1929 році бібліотека була реорганізована в Українську державну медичну бібліотеку. У 1930 році був організований відділ міжбібліотечного та заочного абонемента. З 1940-го року бібліотека працювала в окремій будівлі — по вул. Сумській, 4 (в будинку відомих харківських медиків: професора Захара Геймановича та академіка Олександра Геймановича).
Під час Другої світової війни окупанти вивозили до Німеччини наукову літературу і дисертації з фондів медичної бібліотеки. Співробітники як могли ховали цінні видання по підвалах, по місту збирали бібліотеки науково-дослідних медичних інститутів, особисті бібліотеки харківських професорів. Після війни групу співробітників бібліотеки нагородили медаллю «За доблесну працю у … 1941–1945 рр.»
| | Багатьох професорів, науковців, лікарів, які повертаються в звільнений від німців рідного Харкова, чекає радісна звістка: збережені їх особисті медичні бібліотеки — сотні і тисячі цінних посібників, незамінних посібників, довідників, монографій. цілі бібліотеки харківських професорів Фабриканта і Аркавіна, дві тисячі п'ятсот томів проф. Коган-Ясного, одна тисяча книг проф. Генеса, стільки ж Протопопова і Юдіна, близько п'яти тисяч томів професора Попова та інших. Це результат праць декількох співробітників Української медичної бібліотеки — Г. І. Ковалевської, Л. Ф. Вашури, Е. Ф. Ковтуненко, Е. М. Зеленіної (дочки професора Зеленіна) на чолі з директором М. К. Федоровой. Напівголодні, щогодини ризикують бути схопленим німецькими головорізами, жінки потайки обходили спорожнілі будинки і збирали залишилися в них медичні книги. жінки-патріотки зберегли 320 тисяч цінних медичних книжок |
| — стаття «Благородна справа», газета НарКомЗдрава СРСР "Медичний працівник" від 21 жовтня 1943 року | |

У 1948 році бібліотека перетворена в Харківську державну наукову медичну бібліотеку, і на даний час в її назві збережено науковий статус – Комунальний заклад охорони здоров'я Харківська наукова медична бібліотека.
У 1985 році каталоги, читальні зали і відділи бібліотеки були переміщені з вул. Сумської, 4 на площу Поезії, 5, в 3-х поверховий будинок, що був побудований в 1900-му році, як приватна хірургічна лікарня відомого харківського хірурга, професора, доктора медицини Мойсея Фабриканта, одного з учнів професора Грубе В. Ф.
Згодом книгосховище бібліотеки було перевезено за межі міста Харкова, в селище Васищеве. На замовлення читачів книги доставляється зі сховища на спеціальному автомобілі. Обслуговування замовників відбувалось за адресою — площа Поезії, 5.
У 2012 році в бібліотеці проведена реорганізація, відбулось істотне скорочення штату працівників. Бібліотека перевезена на околицю міста в приміщення комплексу дитячого протитуберкульозного санаторію, що знаходиться між житловим масивом Олексіївка і селищем П'ятихатки, і куди достатньо складно діставатись.

## Фонди, каталоги, картотеки
Фонди налічують близько 1 134 000 примірників медичної літератури: наукової (монографії, праці, дисертації, матеріали з'їздів, наукових конференцій, збірники); літератури практичного призначення (серії «Бібліотека для практичного лікаря», «Бібліотека середнього медичного працівника», методичні посібники для лікарів і середнього медичного персоналу); навчальної (підручники для вузів, середніх навчальних закладів, навчально-допоміжна література, атласи); довідково-бібліографічні (енциклопедії, довідники, словники, бібліографічні посібники, покажчики); науково-популярної; медичних журналів і газет; а також літератури з суміжних наук.
Фонди бібліотеки можна поділити на такі:
- Генеральний алфавітний каталог (вся наявна література)
- Предметний каталог (медична література за змістом і темою; має 3 хронологічних ряда: літературу, яка надійшла з дня заснування до 1970 р, яка надійшла з 1970 по 1990 р.р. і надходження з 1991 року по теперішній час)
- Алфавітний каталог статей (журналів, праць, збірників; відображає різноманітні за характером і змістом статті в алфавітному порядку авторів та назв)
- Картотека персоналій (праці певного автора, а також література про нього)
- Картотека «Новинки медичної літератури» (відображає нові надходження до бібліотеки)
- Картотека «Новинки іноземних книг» (відображає нові іншомовні надходження до бібліотечного фонду)
- Картотека «Автореферати дисертацій» (автореферати дисертацій, що надійшли з 50-х років минулого століття і до нашого часу)
- Картотека «Дисертації» (дисертації кінця XIX — початку XX століття, які рідко зустрічаються в інших бібліотеках)
- Географічний каталог (література, що містить інформацію про медичний заклад того чи іншого міста колишнього СРСР)
- Фонд іноземної літератури (видання німецькою, англійською, французькою, польською, болгарською, чеською, італійською, китайською та іншими мовами)
  - Алфавітний каталог іноземних книг
  - Алфавітний каталог іноземних журналів

та інші.